# بلدية الجميلية
بلدية الجميلية هي إحدى بلديات قطر.

## المرافق
مدرسة الجميلية للبنات ومدرسة الجميلية للبنين وبيوت للمدرسين ومركز للدفاع المدني ومركز شرطة وهناك مستشفى لايزال قيد الإنشاء في المنطقة وعدد من المزارع المنتشرة حول المنطقة.

## الطقس والتضاريس
حار صيفاً ويصل إلى 45 درجة مئوية ومعتدل في نهار الشتاء وبارد في مساءه، والضغط في المنطقة منخفض، ويغلب على تضاريس المنكقة الاستواء إلا في بعض المناطق المحيطة بها فتتواجد الهضاب بشكل متناثر في المنطقة وطوال الطريق إلى دخان مروراً من هناك.